# Hạ Tri Chương
Hạ Tri Chương (chữ Hán: 賀知章; 659 - 744), tự Quý Chân (季真), hiệu Thạch Song (石窗), cuối đời xưng hiệu là Tứ Minh cuồng khách (四明狂客) là một thi nhân nổi tiếng thời Đường. Tác phẩm nổi tiếng nhất của ông trong lịch sử văn học Trung Quốc là hai bài thơ theo thể thất ngôn tứ tuyệt có tên gọi là Hồi hương ngẫu thư ( Ngẫu Nhiên Viết Nhân Buổi Mới Về Quê).

## Khái quát
Hạ Tri Chương sinh năm 659, người Vĩnh Hưng, Việt Châu (nay là Tiêu Sơn, tỉnh Chiết Giang, Trung Quốc).. Ông là cháu 18 đời của danh tướng Đông Ngô Hạ Tề.
Hạ Tri Chương từ nhỏ đã nổi tiếng văn từ, lúc lai kinh chuẩn bị ứng thí cũng lừng danh đất kinh thành. Năm Chứng Thánh (695), ông đỗ Tiến sĩ, được triều đình bổ dụng là Quốc tử giám tứ môn bác sĩ, sau được bổ làm Thái thường bác sĩ. Năm Khai Nguyên 13, ông được bổ làm Lễ bộ thị lang kiêm Tập hiền viện học sĩ, sau đổi làm Thái tử tân khách, Kiểm hiệu Công bộ thị lang, Bí thư giám, rất được Đường Huyền Tông vị nể. Sau hơn 50 năm sinh sống, học tập và làm quan ở kinh đô Trường An, đầu đời Thiên Bảo, ông xin từ quan về quê làm đạo sĩ. Khi đó ông đã ngoài 80 tuổi. Khi ông rời kinh đô, vua có tặng thơ, thái tử và các quan đều đưa tiễn. Ông mất năm 85 tuổi.
Hạ Tri Chương giỏi về văn từ, có tài hùng biện, kiến thức uyên bác và trí nhớ đặc biệt, tính tình phóng khoáng, thích uống rượu. Đương thời, ông cùng với Trương Húc, Trương Nhược Hư, Bao Dung được gọi là Ngô trung tứ sĩ (Bốn danh sĩ đất Ngô). Trong quyển "Thơ Đường", Trần Trọng San cho biết: "Ở vào thời Sơ Đường, thơ của Ngô trung tứ sĩ không nhiều thì ít đều kế tục di phong phù mỹ của thời Lục Triều, nên được xếp vào phái thơ Ỷ mỹ phái." Hạ Tri Chương còn là bạn vong niên với Lý Bạch, dù hơn Lý đến hơn bốn chục tuổi. Tương truyền, khi đọc đến các bài thơ Thục đạo nan, Ô thê khúc, ông cảm thán nói Lý: "Này con trai, cậu chính là tiên mắc đọa (Trích tiên nhân)". Hai người kết bạn rất thân, thường cùng nhau uống rượu, từng lưu lại giai thoại "Kim quy hoán tửu" nổi tiếng.
Thơ văn của Hạ Tri Chương phần nhiều phục vụ cung đình. Tuy nhiên, tác phẩm của ông còn lại không nhiều. Sách Toàn Đường thi sưu tầm lại được 20 bài thơ, trong đó hai bài Hồi hương ngẫu thư là nổi tiếng nhất, được ông sáng tác khi từ quan về quê thăm nhà sau hơn năm mươi năm xa cách.
Hạ Tri Chương cũng nổi tiếng về thư pháp, giỏi cả về Thảo thư lẫn Lệ thư. Lã Tổng trong "Lục thư bình" có mô tả: "Tung bút như phi, bôn nhi bất kiệt" (纵笔如飞，奔而不竭, Vung bút như bay, kéo dài không dứt). Ông cũng thường xuyên cùng với Trương Húc (cũng là một nhà thư pháp lưng danh đương thời) thân mật ngao du khắp nơi, dân gian xưng tụng hai người là "Hạ Trương".